# Slaveri på Irland
Slaveri på Irland avskaffades år 1171. Under antiken och medeltiden utförde irländska pirater slavräder mot England, Wales och Skottland, och sedan vikingar grundat en koloni i Dublin blev staden ett av Europas största slavmarknader under 800- och 1000-talen.
Under antiken utförde iriska pirater räder över Irländska sjön och kidnappade människor från England till slaveri på Irland. Det är känt att denna verksamhet växte till en omfattande slavhandel från Romerska rikets fall på 400-talet till 600-talet, och en av de slavar som kidnappades under denna tid var Patrik (helgon).
Under vikingatiden grundade vikingarna Kungariket Dublin (853–1170) som utvecklade Dublin till en av de största slavmarknaderna i Europa. Vikingarna kidnappade människor från Irlands inre, Skottland och Wales, och exporterade dem till länder så långt bort som Island, Anatolien och slaveri i al-Andalus. Denna slavhandel upplevde sin blomstringstid under 1000-talet. Utöver slavräder tycks engelsmän också ha sålt sina barn till Irland.
När Vilhelm Erövraren erövrade England 1066 började slavmarknaden minska. 1080 säkrade normanderna kusterna runt England och Wales och stoppade de irländska slavräderna, och 1102 avskaffades slaveri i England, något som snabbt minskade slavhandeln i Dublin. Genom 1171 Council of Armagh förklarades alla engelska slavar på Irland fria. Slavhandeln på Irland var därmed avskaffad. 
Irland hade inget direkt samband med den transatlantiska slavhandeln, men irländska individuella slavhandlare var aktiva i denna slavhandel under 1600- och 1700-talen, som bosatta i engelska städer som Liverpool och som medlemmar i Royal African Company. Irländare blev också deporterade som straffarbetare till Nordamerika och Västindien under slavliknande förhållanden. 